# Ordre et justice (Lituanie)
Pour les articles homonymes, voir Ordre et justice.
Ordre et justice (en lituanien : Tvarka ir teisingumas) est un parti politique lituanien.
Le parti est parfois considéré comme d’extrême droite en raison de son  idéologie nationaliste, souverainiste et autoritaire et de sa communication populiste. Cependant, le parti n'est pas xénophobe et n'exprime pas d'hostilité à l’égard des minorités ethniques.

## Histoire
Sa création date de 2002 après la scission de l'Union libérale de Lituanie (dont l'autre aile a rejoint l'Union centriste et libérale. Le parti a été fondé par Rolandas Paksas sous l'appellation « Parti libéral-démocrate » (Liberalų Demokratų Partija).
Lors de l'élection présidentielle de 2002-2003, Rolandas Paksas arrive en seconde position au soir du premier tour, rassemblant 19,66 % des voix. Au second tour, il bat le président sortant Valdas Adamkus. Néanmoins, en 2004, il est destitué par le Parlement accusé d'avoir illégalement accordé la nationalité lituanienne à un homme d'affaires russe en échange de son soutien financier, ainsi que d'avoir révéler des informations confidentielles.
Il s'est présenté aux élections législatives de 2004 au sein d'une alliance électorale baptisée « Pour l'ordre et la justice » (Už tvarką ir teisingumą) avec l'Union du peuple lituanien pour une Lituanie juste. Cette alliance a obtenu 11,4 % des voix et onze députés.
En juin 2004, lors des premières élections européennes organisées en Lituanie, il a obtenu 6,83 % des voix et fait élire un seul député européen, Rolandas Pavilionis.
Le 29 mars 2005, il a rejoint officiellement l'Alliance pour l'Europe des nations et son groupe politique au Parlement européen, l'Union pour l'Europe des nations (UEN). En juillet 2009, l'UEN étant dissous, il rejoint le groupe Europe libertés démocratie (en) (ELD).
De 2011 à 2014, il est membre du Mouvement pour l'Europe des libertés et de la démocratie.
Lors des élections européennes de 2014, le parti réalise son meilleur score lors d'un scrutin européen, remportant plus de 14 % des voix et faisant ainsi élire deux députés. Néanmoins au printemps 2015, l'un de ces deux élus, Valentinas Mazuronis quitte le parti et rejoint le Parti du travail, situé au centre de l’échiquier politique et nettement plus europhile.
En 2020, le président du parti Remigijus Žemaitaitis signe un accord avec le président de l'Union lituanienne de la liberté (libéraux), Artūras Zuokas et l'ancien député Arturas Paulauskas pour unir leurs mouvements politiques pour former le parti Liberté et justice.

## Présidents
- Rolandas Paksas (2002−2003)
- Valentinas Mazuronis (2003−2004)
- Rolandas Paksas (2004-2016)
- Remigijus Žemaitaitis (2016-2020)

## Résultats électoraux

### Élections parlementaires
| Année | Voix    | %    | Rang | Sièges   | Gouvernement |
| ----- | ------- | ---- | ---- | -------- | ------------ |
| 2004  | 135 807 | 11,3 | 4e   | 10 / 141 | Opposition   |
| 2008  | 156 777 | 12,7 | 3e   | 15 / 141 | Opposition   |
| 2012  | 94 013  | 7,4  | 6e   | 11 / 141 | Butkevičius  |
| 2016  | 67 817  | 5,3  | 7e   | 8 / 141  | Opposition   |

### Élections européennes
| Année | Voix    | %    | Rang | Sièges | Groupe |
| ----- | ------- | ---- | ---- | ------ | ------ |
| 2004  | 82 368  | 6,8  | 6e   | 1 / 13 | UEN    |
| 2009  | 67 237  | 12,2 | 3e   | 2 / 12 | ELD    |
| 2014  | 163 049 | 14,3 | 4e   | 2 / 11 | ELDD   |
| 2019  | 34 442  | 2,96 | 11e  | 0 / 11 |        |

### Élections présidentielles
| Année     | Candidat             | 1er tour        | 2e tour         |
| --------- | -------------------- | --------------- | --------------- |
| 2002-2003 | Rolandas Paksas      | 19,7 % (2e)     | 54,7 % (1er)    |
| 2004      | pas de candidat      | pas de candidat | pas de candidat |
| 2009      | Valentinas Mazuronis | 6,1 % (3e)      |                 |
| 2014      | pas de candidat      | pas de candidat | pas de candidat |